# BKK Aktiv
Die BKK Aktiv war eine geöffnete, bundesweit tätige Betriebskrankenkasse. Der Sitz der Hauptverwaltung war in Mainz.

## Vergangenheit und Zukunft
Die BKK Aktiv war aus der Fusion mehrerer Betriebskrankenkassen hervorgegangen: der BKK Krupp Hoesch Stahl AG (Bochum), der BKK Opel (Rüsselsheim) und der BKK AEG Hausgeräte (Nürnberg). Diese Vorgängerkassen wiederum können auf eine lange Geschichte verweisen – so hat beispielsweise die BKK Krupp Hoesch Stahl AG ihre Wurzeln in der bereits 1854 gegründeten Krankenkasse der „Mayer und Kühne Gußstahlfabrik“.
Zum 1. Juli 2009 ist die BKK Aktiv mit der BKK VOR ORT (Oberhausen) und der BKK Ruhrgebiet (Bochum) fusioniert. Die damit entstehende Kasse hat den Namen BKK vor Ort und hat ihren Sitz in Bochum.
Die rund 500 Mitarbeiter der BKK Aktiv  betreuten über 300.000 Versicherte – davon ca. 200.000 zahlende Mitglieder (Stand Januar 2008). 

## Finanzen
Die BKK Aktiv hat 2007 rund 602 Mio. Euro für die medizinische Behandlung ihrer Kunden ausgegeben. Zusammen mit anderen Aufwendungen betrugen die Gesamtausgaben rund 739,3 Mio. Euro. Einnahmen wurden in Höhe von 746,1 Mio. Euro erzielt. Die Jahresrechnung 2007 weist damit einen Überschuss von knapp 6,8 Mio. Euro aus. Die Leistungsaufwendungen betrugen im Jahr 2007 2.893,39 Euro je Mitglied.
2007 hatte die BKK Aktiv rund 91,9 Mio. Euro im Rahmen von Finanzausgleichen zu Gunsten von Kassen mit strukturellen Nachteilen zur Verfügung zu stellen.

## Besonderheiten
Eine Besonderheit der BKK Aktiv war das Kliniknetzwerk in der Türkei: die Krankenkasse hatte mit mehr als 100 Kliniken in der Türkei Kooperationsverträge zur ambulanten und stationären medizinischen Akut-Versorgung ihrer Kunden geschlossen. Im Falle eines nicht-dauerhaften Aufenthalts in der Türkei konnten die Versicherten durch Vorlage von Personalausweis und Krankenversichertenkarte die gleichen Leistungen in Anspruch nehmen wie in Deutschland.
Die BKK Aktiv war nach DIN EN ISO 9001:2000 zertifiziert.